# Jadavaranské ropné pole

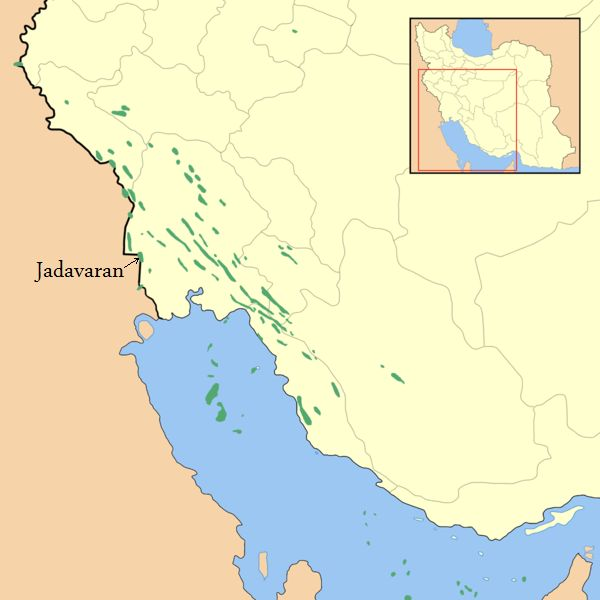
Poloha Jadavaranského ropného pole

Jádávaránské pole (persky میدان یادآوران‎) je íránské ropné pole, situované v provincii Chúzistán, na samotné hranici s Irákem. Patří mezi relativně nedávno objevená naleziště Národní íránské ropné společnosti v regionu Perského zálivu.
Jádávaránské pole tvoří dvě naleziště, Koušk (objevené v roce 2000) a Husejníje (objevené v roce 2002). Poté, co průzkumní pracovníci zjistili, že tato naleziště jsou propojena, pole bylo přejmenováno na Jádávarán.
Pole má předpokládané zásoby o objemu až 17 mld barelů ropy, z nichž výnosně vytěžitelných budou asi 3 mld barelů.
7. ledna 2004 vyjednal Írán smlouvu s indickou společností ONGC Videsh, kde za 20 % podíl na operacích na tomto poli získal 40 mld dolarů. Součástí smlouvy se Indie zavázala nakupovat 7,5 mil. tun iráckého LNG každý rok po dobu 25 let. Indie taktéž získala 100% podíl v rozvoji těžebních prací nad polem Jeyfr (s předpokládanou kapacitou 30 tis. barelů denně) prostřednictvím ONGC Videsh.
29. října 2004 vyjednával Írán s čínskou společností Sinopec a ve smlouvě za 70 mld dolarů jí přiřkl 51 % rozhodování při rozvoji těžby. Součástí smlouvy byl příslib Číny na nákup 10 mil. tun LNG každý rok po dobu 25 let.
Zbývajících 29 % podílu je ve vlastnictví Národní íránské ropné společnosti. Podle plánu by pole svou první ropu mělo začít produkovat v roce 2009.